# Malika Akkaoui
Malika Akkaoui (arabisch مليكة العقاوي, DMG Malīka al-ʿAqqāwī; * 25. Dezember 1987 in Zaida) ist eine marokkanische Leichtathletin, die im Mittelstreckenlauf antritt.

## Sportliche Laufbahn
Erste internationale Erfahrungen sammelte Malika Akkaoui bei den Arabischen Jugendmeisterschaften 2004 in Rabat, bei denen sie in 2:10,31 min die Silbermedaille im 800-Meter-Lauf gewann. Zwei Jahre später nahm sie an den Juniorenweltmeisterschaften in Peking teil und schied dort mit 2:10,20 min in der ersten Runde aus. 2010 gewann sie bei den Afrikameisterschaften in Nairobi in 2:01,01 min die Bronzemedaille hinter der Algerierin Zahra Bouras und Janeth Jepkosgei Busienei aus Kenia. Im Jahr darauf nahm sie erstmals an den Weltmeisterschaften in Daegu teil, schied dort aber mit 4:14,79 min im 1500-Meter-Lauf bereits in der Vorrunde aus. Im Herbst siegte sie bei den Arabischen Meisterschaften in al-Ain in 3:40,58 min mit der marokkanischen 4-mal-400-Meter-Staffel und gewann in 2:05,15 min die Silbermedaille über 800 Meter hinter der Bahrainerin Genzeb Shumi. Anschließend siegte sie in 53,94 s im 400-Meter-Lauf sowie in 2:02,42 min und mit der Staffel bei den Panarabischen Spielen in Doha. Im Jahr darauf schied sie bei den Hallenweltmeisterschaften in Istanbul mit 2:04,20 min in der ersten Runde aus und gewann bei den Afrikameisterschaften in Porto-Novo in 1:59,90 min erneut die Bronzemedaille hinter der Burunderin Francine Niyonsaba und Eunice Jepkoech Sum aus Kenia. Damit qualifizierte sie sich auch für die Olympischen Spiele in London, bei denen sie mit 2:00,32 min im Halbfinale ausschied. 
Im Jahr darauf siegte sie bei den Mittelmeerspielen in Mersin in 2:00,72 min und wurde mit der Staffel disqualifiziert. Über 800 Meter qualifizierte sie sich zudem für die Weltmeisterschaften in Moskau, bei denen sie mit 2:02,29 min im Halbfinale ausschied. Daraufhin gewann sie bei den Spielen der Frankophonie in Nizza in 2:02,61 min die Silbermedaille und wurde mit der Staffel in 3:37,48 min Vierte. Anschließend siegte sie bei den Islamic Solidarity Games in Palembang in 53,19 s über 400 Meter sowie auch über 800 Meter und mit der Staffel. 2014 schied sie bei den Hallenweltmeisterschaften in Sopot mit 2:06,04 min im Vorlauf aus und wurde bei den Afrikameisterschaften im heimischen Marrakesch in 2:02,63 min Sechste. 2015 siegte sie bei den Arabischen Meisterschaften in Madinat Isa in 2:05,77 min. Bei den Weltmeisterschaften in Peking schied sie im 800-Meter-Lauf mit 1:59,03 min im Halbfinale aus, während sie über 1500 Meter mit 4:16,98 min im Finale auf Rang zwölf gelangte. 
2016 schied sie bei den Hallenweltmeisterschaften in Portland mit 2:04,00 min in der ersten Runde über 800 Meter aus und gewann anschließend bei den Afrikameisterschaften in Durban in 2:00,24 min die Silbermedaille hinter der Südafrikanerin Caster Semenya. Bei den Olympischen Spielen in Rio de Janeiro schied sie über 800 Meter mit 2:00,52 min im Vorlauf aus, während sie über 1500 Meter das Halbfinale erreichte, in dem sie mit 4:08,55 min ausschied. 2017 siegte sie in 2:01,04 min bei den Islamic Solidarity Games in Baku und wurde dort mit der 4-mal-100-Meter-Staffel disqualifiziert. Anschließend siegte sie auch in 2:00,71 min bei den Spielen der Frankophonie in Abidjan und gewann über 1500 Meter in 4:17,36 min die Silbermedaille. Bei den Weltmeisterschaften in London gelangte sie im 1500-Meter-Lauf bis in das Finale, in dem sie mit 4:05,87 min den zehnten Platz erreichte. 2018 schied sie bei den Hallenweltmeisterschaften in Birmingham mit 4:15,09 min in der ersten Runde aus. Anschließend gewann sie in 2:01,50 min bzw. 4:13,31 min über 800 und 1500 Meter bei den Mittelmeerspielen in Tarragona jeweils die Silbermedaille. Zudem belegte sie mit der marokkanischen Stafette in 3:33,91 min den vierten Platz. Bei den Afrikameisterschaften in Asaba gewann sie in 4:14,17 min die Bronzemedaille über 1500 Meter hinter der Kenianerin Winny Chebet und ihrer Landsfrau Rababe Arafi.
2019 siegte sie bei den Arabischen Meisterschaften in Kairo in 4:29,10 min über 1500 Meter und gewann mit der 4-mal-400-Meter-Staffel in 3:49,85 min die Silbermedaille hinter der Mannschaft aus Bahrain. Ende August belegte sie bei den Afrikaspielen in Rabat in 2:03,78 min den vierten Platz über 800 Meter, wie auch über 1500 Meter in 4:20,64 min. Bei den Weltmeisterschaften in Doha schied sie über 800 Meter mit 2:03,40 min in der ersten Runde aus.
2007 wurde Akkaoui marokkanische Meisterin im 800-Meter-Lauf, 2014 über 400 Meter und 2018 im 1500-Meter-Lauf.

## Persönliche Bestleistungen
- 400 Meter: 53,19 s, 26. September 2013 in Palembang
- 800 Meter: 1:57,64 min, 6. Juli 2013 in Paris
  - 800 Meter (Halle): 1:59,01 min, 14. Februar 2012 in Liévin (Marokkanischer Rekord)
- 1000 Meter: 2:39,86 min, 26. August 2013 in Linz
  - 1000 Meter (Halle): 2:40,43 min, 16. Februar 2012 in Eaubonne
- 1500 Meter: 4:03,36 min, 16. Juli 2017 in Rabat
  - 1500 Meter (Halle): 4:09,31 min, 15. Februar 2018 in Toruń
- Meile: 4:26,42 min, 6. Juli 2017 in Lausanne